# Placcaggio (rugby)

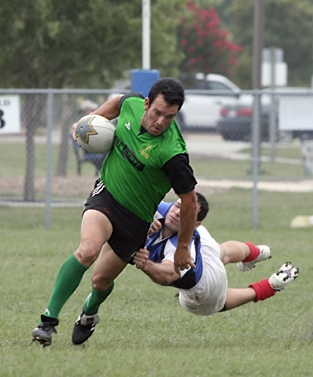
Tentativo di placcaggio durante una partita giocata a Wilmington (USA).

Il placcaggio (in inglese tackle), sia nel rugby a 13 che in quello a 15, consiste in un'azione, effettuata da uno o più giocatori, volta a fermare l'avanzamento dell'avversario che in quel momento è in possesso di palla.
I giocatori che trattengono il portatore di palla, trascinandolo a terra e finendo anch'essi a terra, vengono detti placcatori mentre il giocatore atterrato è definito placcato.
Atterrare il giocatore in possesso di palla significa portarlo verso terra affinché tocchi con almeno un ginocchio la superficie di gioco, è da considerarsi egualmente messo a terra il giocatore seduto a terra in possesso di palla.
In seguito al placcaggio il giocatore in possesso di palla, atterrato, deve lasciare immediatamente il pallone mentre il placcatore deve rotolare via senza interferire ulteriormente nel successivo sviluppo dell'azione. Se dopo il placcaggio si ha la formazione di una ruck, prontamente segnalata dall'arbitro, non è più possibile cercare di conquistare il pallone da terra semplicemente con l'uso delle mani.

## Tecniche di placcaggio
Il placcaggio classico, definito chop tackle, viene effettuato abbrancando fra le braccia il giocatore avversario all'altezza delle cosce trascinandolo a terra nella direzione opposta a quella in cui interviene il placcatore. Per evitare il rischio di trauma cranico o di traumi al collo è fondamentale che il placcatore mantenga la sua testa posizionata esternamente all'avversario durante l'esecuzione del placcaggio.
Un'altra differente tecnica di placcaggio, attuata bloccando l'avversario agendo sulla parte superiore del suo corpo tramite una tecnica simile al corpo a corpo, mira invece a non mandare a terra il giocatore avversario ma piuttosto a mantenerlo in piedi dando la possibilità a un compagno che agisce da "assistente placcatore" di potere recuperare il pallone senza che si abbia la formazione di una ruck (choke tackle).
Un altro ben noto tipo di placcaggio è la cosiddetta francesina: in questo caso il placcatore si lancia cercando di effettuare una specie di sgambetto afferrando la caviglia dell'avversario allungando una mano.

## Placcaggi pericolosi
È proibito dal Regolamento Federale qualsiasi placcaggio che, nel primo movimento fra i giocatori coinvolti nell'azione, preveda una stretta od un impatto violento sopra la linea delle spalle del giocatore in possesso di palla. Questo tipo di placcaggio viene chiamato placcaggio al collo o placcaggio alto.
Un altro placcaggio pericoloso per l'incolumità del giocatore placcato viene detto a ribaltare ed è conosciuto con il termine internazionale di Spear Tackle. Questo tipo di placcaggio è pericoloso perché nell'azione si solleva l'avversario completamente dal terreno di gioco. Nell'effettuare questo tipo di placcaggio il placcatore deve accompagnare il placcato al suolo senza lasciarlo cadere, in modo da rendere meno scomposto il suo atterraggio al suolo e prevenire gravi infortuni. L'esecuzione dello Spear Tackle senza l'accompagnamento del placcato a terra è sanzionato con un fallo in favore alla squadra del giocatore placcato.

## Fonti
- Regolamento Federazione Italiana Rugby - ;
- Placcaggio a ribaltare - [collegamento interrotto];